# جو والتر (سياسي)
جو والتر (بالإنجليزية: Joe Walter)‏ هو سياسي أمريكي، ولد في 30 أبريل 1947 في توليدو في الولايات المتحدة. حزبياً، نشط في الحزب الديمقراطي. وقد انتخب عضو مجلس نواب أوهايو.